# Zoroides
Zoroides là một chi nhện trong họ Zoridae.